# Sanatorium Beekbergen
Sanatorium Beekbergen was een tuberculose-sanatorium in de Nederlandse plaats Beekbergen (provincie Gelderland). Thans is in het voormalig sanatoriumcomplex een verpleeghuis genaamd Het Immendaal gevestigd.

## Geschiedenis
Het sanatorium werd geopend op 25 februari 1911 en werd geëxploiteerd door de Naamloze vennootschap Sanatorium Beekbergen. In het sanatorium verbleven lijders aan tuberculose. Ze kregen in die tijd een rustkuur in de frisse lucht voorgeschreven.
Architect Johannes van Nieukerken ontwierp met zijn zoons Marie Adrianus van Nieukerken en Johan van Nieukerken op 24 hectare grond het sanatorium. Het hoofdgebouw bestaat uit twee bouwlagen en een dak, met in het midden een hoge toren. In deze toren bevond zich de watertank. Het water werd opgepompt uit een dertig meter diepe put. De toren domineerde de omgeving en torende boven de omringende dennenbossen uit, het deed dan ook denken aan een kerk-, kasteel- of stadhuistoren.
Het sanatorium was een familiesanatorium. Er waren kamers waar verschillende leden van een gezin konden kuren. Het had ook een didactische functie, de gezinsleden werd geleerd hoe zij hygiënisch samen konden leven. Uit het jaarverslag van 1913 blijkt dat niet goed duidelijk was dat Beekbergen een familiesanatorium was, en het familiepaviljoen stond dat jaar dan ook leeg. Wellicht dat daarom de doelgroep van het sanatorium veranderde, het werd in ieder geval een sanatorium voor vrouwen. In 1920 werd met de gemeente Rotterdam afgesproken om tien bedden beschikbaar te stellen voor Rotterdamse tuberculeuze vrouwen. In 1948 kocht de gemeente Rotterdam het sanatorium zelfs. Het werd in 1952 uitgebreid naar ontwerp van de broers Jan Gradus Mensink en Pieter Koenraad Mensink. Met twee nieuwe paviljoens aan weerszijden van het hoofdgebouw ging de capaciteit omhoog van zeventig naar 170 bedden, er was nu ook weer ruimte voor mannen.
In de jaren vijftig liep het aantal besmettingen met tuberculose terug, onder andere door het gebruik van antibiotica. In 1959 stopte de zorg voor tuberculose-patiënten in Beekbergen en in 1960 werd het sanatorium herbestemd tot een bejaardentehuis voor Rotterdammers. Thans is het complex een verpleeghuis met de naam Het Immendaal en biedt het plek voor 28 mensen met dementie. Behalve de twee paviljoens uit 1952 bleef het oorspronkelijke sanatoriumgebouw behouden.